# Nathan Hermann Cohen
Nathan Hermann Cohen (* 19. Februar 1833 in Hamburg; † 14. Juni 1901 ebenda) war ein deutscher Arzt und Politiker.

## Leben
Cohen gehörte von 1868 bis 1874 der Hamburgischen Bürgerschaft an.